# Компонування (авто)
В автомобільному проектуванні компонування — вибір тягових коліс та місця розміщення двигуна.

## Характеристики
Передній привід дає більше місця для інтер'єру, так як увесь силовий агрегат — єдиний модуль, що розміщений біля двигуна, і не потрібно віддавати місце для карданного валу або заднього диференціалу. Тим самим збільшується об'єм, доступний для пасажирів та багажу. Є деякі винятки щодо цього, бо конструкція із заднім розміщенням двигуна також не відбирає внутрішній простір (Porsche 911, Volkswagen Beetle). Також, у ній загалом менше деталей і через це менше вага. Прямий зв'язок між двигуном та коробкою передач з тяговим мостом зменшує масу та механічну інерцію, що економить паливо. Автомобілі із переднім приводом та розподіленням ваги на передню вісь мають схильність до недостатнього кермування, що є простішим для керування, бо тоді інстинкти працюють правильно щодо уникання небезпечного надмірного кермування, а також вони менш схильні до маятникового ковзання задньою віссю чи вертіння.
Відповідно до брошури від 1989 Lotus Elan, інженери із Lotus знайшли, що «для заданої ваги автомобіля, потужності та розміру шин, передньопривідний автомобіль завжди буде швидше на визначеному відрізку дороги». Однак, це може бути застосовано тільки для автомобілів із помірним відношенням потужність-до-ваги. Відповідно до дорожніх тестів двох Dodge Daytona, одного ПП і одного ЗП, конфігурація дороги також впливає на те, яке компонування буде швидшим.
На передньопривідній машині легше виправити надмірне кермування при зриві коліс і під час прискорення, і під час гальмування.
Деякі високопотужні передньоприводні авто можуть виявляти керування обертальним моментом. Керування обертальним моментом може бути усунуте за допомоги використання подовжнього компонування, привідних валів та напівосей однакової довжини, багатоважільної підвіски та симетричної геометрії рульового керування.
Через перерозподіл ваги прискорення передньоприводного автомобіля обмежене. Протягом сильного прискорення вага перерозподіляється назад, і через це задні колеса сильно поліпшують зчеплення. Це головна причина того, чому практично усі гоночні автомобілі є задньоприводними. Але оскільки двигун у передньопривідних авто розташований над тяговими колесами, насправді проблема виникає лише в надзвичайних умовах. Перерозподіл ваги на задньому приводі може спричинити надмірне кермування і похідну проблему — маятникового заносу. На снігу, льоду та піску, задньопривідний автомобіль втрачає свою перевагу у зчепленні відносно передньоприводних та повноприводних машин, через це більшість ралійних авто — повнопривідні. Задньопривідні автомобілі із центральним або заднім розміщенням двигуна не втрачають цієї переваги, однак залишається проблема маятникового заносу. Деякі автомобілі із заднім розміщенням двигуна (наприклад, Porsche 911) зменшують свої здатності до керування під час сильного прискорення, бо двигун розташований за колісною базою і на іншому кінці автомобіля від кермованих коліс. Також, на задньопривідному автомобілі, коли він вщент завантажений, центр мас зміщується назад, і це може спричинити непередбачувані зміни у керуванні.
На FR-автомобілях довгий кардан додає трансмісії еластичності.

## Передній привід

### FF

Схема FF

Двигун спереду, передній привід, FF (англ. Front-engine, Front-wheel drive). Таке компонування зазвичай вибирають завдяки її компактності. Вона відбирає значно менше місця, ніж будь-яка інша, і дозволяє проектувати значну частину автомобіля більш гнучко. У порівнянні з FR, це компонування виключає потребу робити центральний тунель чи більш високий кліренс для розміщення карданного валу, що передає потужність до задніх коліс. Подібно до компонувань RR та MR, FF розміщує важкий двигун над тяговими колесами, що збільшує силу зчеплення з дорогою. Оскільки кермовані колеса одночасно є тяговими, FF-автомобілі, зазвичай, вважаються кращими за FR-автомобілі в умовах снігу, багнюки або мокрого асфальту, ними простіше керувати водію середньої кваліфікації.
Однак, потужні автомобілі дуже рідко використовують компонування FF через те, що перенесення ваги при прискоренні розвантажує передні колеса і сильно зменшує їх зчеплення з покриттям, і це обмежує кількість ефективних кінських сил. Електронний контроль тягового зусилля (англ. electronic traction control) може запобігти буксуванню коліс, але значно зменшує переваги додаткової потужності.

### MF

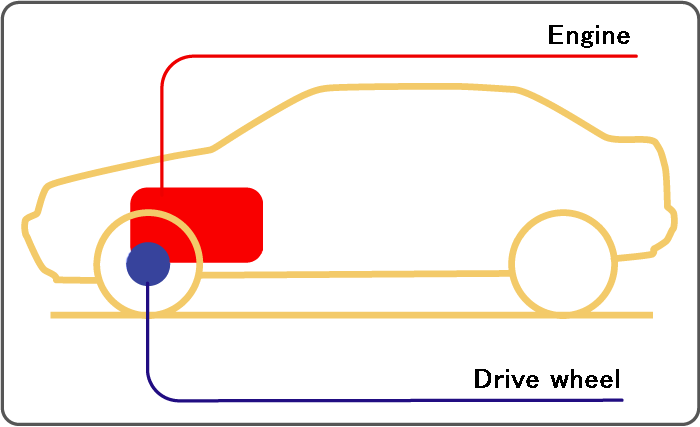
Схема MF

Двигун у колісній базі спереду, передній привід, MF (англ. Mid front-engine, Front-wheel drive). У протилежність до FF, центр мас двигуна знаходиться за передньою віссю. Це компонування зазвичай вибирають заради кращого розподілення ваги, бо найважчий компонент знаходиться біля центру машини, тим самим зменшується її момент інерції.
Однак, центральнорозташований двигун використовує місце посередині, і автомобіль виходить відносно довгим. Це може бути основною причиною, чому жоден виробник зараз не використовує таке компонування.
Приклади дорожніх авто із таким компонуванням — Cord 810, Citroën Traction Avant, Citroën DS, Saab Sonett mk1, та Citroën SM.
Традиційно, термін автомобіль із центральним розташуванням двигуна використовують для автомобілів, у яких двигун та коробка передач розташовані за водієм перед задньою віссю, як у Lamborghini Countach або Ferrari Testarossa. Але якщо двигун розташований перед водієм, але повністю за передньою віссю, то він також визначається як центральнорозташований.

### RF
Двигун ззаду, передній привід, RF (англ. Rear-engine, Front-wheel drive). Не було створено ні одного автомобіля із таким компонуванням, бо вона не має жодної переваги щодо будь-якої іншої: тягові колеса розвантажені, кермовані колеса розвантажені, під час прискорення вони розвантажуються ще більше, що додатково погіршує властивості автомобіля. На додаток, таке компонування буде схильне до надмірного кермування.

## Задній привод

### FR

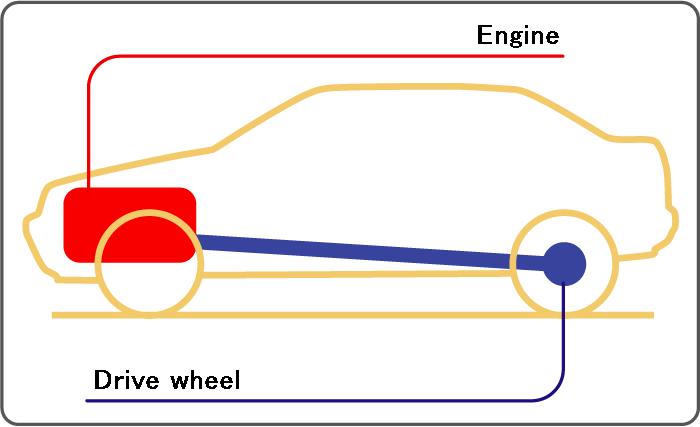
Схема FR

Двигун спереду, задній привод, FR (англ. Front-engine, Rear-wheel drive). Це було найбільш розповсюджене компонування протягом XX сторіччя.
Це компонування зазвичай вибирають через просту розробку та розваговку. Охолодження двигуна у такому випадку є досить простою задачею, а використовування задньої осі як тягової дає достатньо простору для розміщення коробки передач, а також немає механічних проблем із передачею потужності до керуючих коліс. Також, через те, що двигун та коробка передач розташовані подовжньо, загалом біля них більше місця, і це дуже спрощує проектування і втручання в підкапотний простір, ніж у пересічного FF-автомобіля. Однак, таке компонування потребує центрального тунелю, це дещо зменшує свободу проектування салону автомобіля.
Компонування FMR базується на FR.
Переважна більшість спорткарів та люкс-автомобілів були та є задньопривідними із переднім розташуванням двигуна, попри те, що більшість сучасних автомобілів використовують FF-компонування.

### FMR

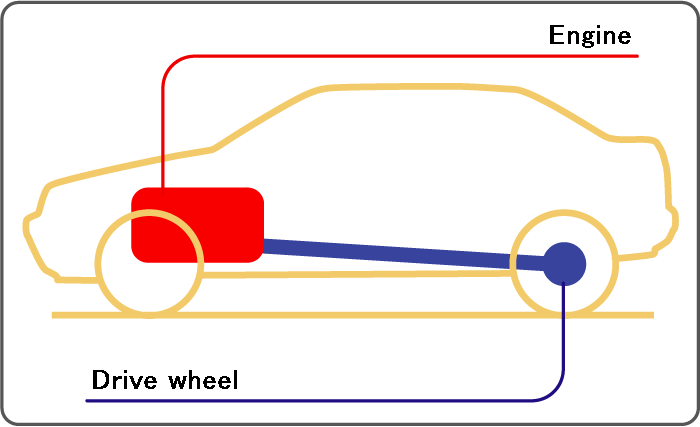
Схема FMR

Двигун спереду у колісній базі, задній привод, FMR (англ. Front Mid-engine, Rear-wheel drive). Загалом, це компонування ідентична до FR, але двигун достатньо сильно зміщений назад, щоб його центр мас був за передньою віссю. Таким чином покращується розподіл ваги та зменшується момент інерції, тим самим покращується керованість.
FMR-автомобілі відрізняються довгим капотом та тим, що передні колеса розташовані незвично близько до бамперу. Авто класу гран-турізмо часто використовують FMR, бо двигун розташований за кабіною не залишає достатньо місця для задніх місць.
Типовими автомобілями для FMR-компоновки є:
- Aston Martin Vanquish та V8 Vantage 2005
- BMW Z4
- Chevrolet Corvette
- 4-е покоління Chevrolet Camaro та Pontiac Firebird
- Dodge Viper
- Ferrari 612 Scaglietti
- Honda S2000
- Maserati Quattroporte
- Mazda RX-7 та RX-8
- Mercedes-Benz SLR McLaren
- Nissan 350Z
- Porsche 928, 924, 944 та 968

### RMR

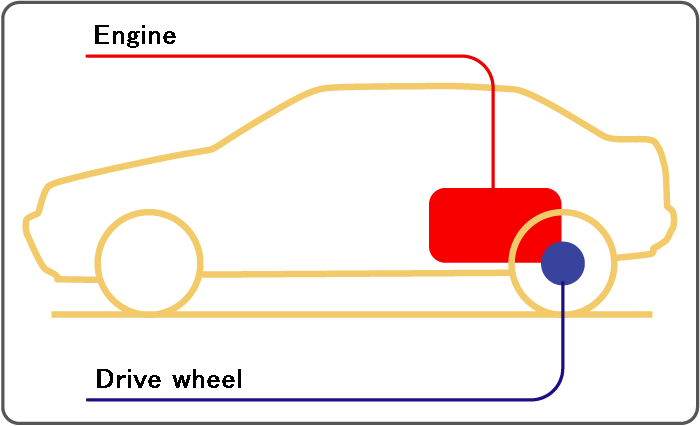
Схема RMR

Двигун ззаду у колісній базі, задній привод, RMR (англ. Rear Mid-engine, Rear-wheel drive). Це компонування зазвичай вибирають через низький момент інерції, а також сприятливого розподілу ваги — найважча деталь знаходиться між осями. Має схильність до більш важкої задньої частини, що дозволяє більш швидке прискорення. Таке компонування відбирає значну кількість центрального простору, і є непрактичним для усіх автомобілів, окрім двомісних спорткарів.
У сучасних гоночних автомобілях, RMR є звичайною конфігурацією, і часто є синонімом до «двигун ззаду». Завдяки гарному розподілу ваги, це компонування сильно використовується у формульних автомобілях (наприклад, у Формулі-1).
Прикладом автомобілів, що використовують це компонування можуть бути:
- Renault Clio V6 Sport
- Ferrari Enzo
- Jaguar XJ220
- Koenigsegg CCXR
- Lancia Stratos
- Lotus Exige S
- Maserati MC12
- Porsche Carrera GT

### RR

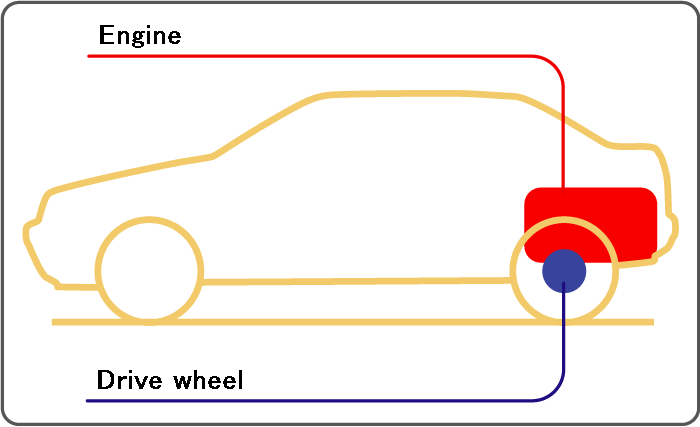
Схема RR

Двигун ззаду, задній привод, RR (англ. Rear-engine, Rear-wheel drive). У такій компоновці центр мас двигуна знаходиться зовні колісної бази автомобіля. Не слід плутати це з центром мас всього автомобіля — якщо б він також знаходився за задньою віссю, то передні колеса неможливо було б утримати на землі.
Таке компонування має хорошу прохідність на бездоріжжі, і має такий розподіл ваги, що не є дуже сприятливим до керованості. Тому в такій конфігурації будували незначну кількість автомобілів, і зараз є небагато RR-автомобілів — Porsche 911, Smart Fortwo. Проблеми керованості таких автомобілів — коли автомобіль починає ковзати у повороті, то він намагається крутитись далі, особливо під час гальмування (надмірне кермування). Це створює проблеми безпеки у автоперегонах, а також є дуже небезпечним для звичайних водіїв, особливо на вологих дорогах, та під час ожеледиці. Хоча, така поведінка є бажаною у дріфтингу.

## Повний привод

### F4

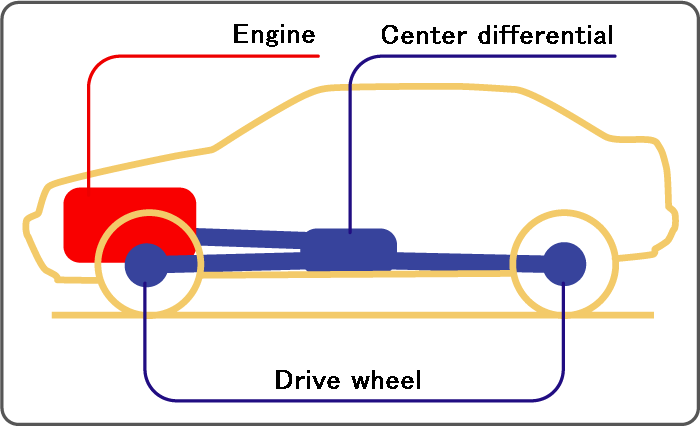
Схема F4

Двигун спереду, повний привод, F4 (англ. Front-engine, Four-wheel drive). Зазвичай таке компонування вибирають для кращого керування на багатьох покриттях. Повний привід є важливою частиною ралійних автомобілів (починаючи з 1980-х), а також позашляховиків.

### M4
Двигун у колісній базі, повний привод, M4 (англ. Mid-engine, Four-wheel drive). Попри те, що двигун при такому компонуванні може бути розташований і попереду, і позаду салону, використовують, переважно, варіацію RM4, тобто двигун розміщений біля задньої осі. Зазвичай це компонування використовують тільки для спорткарів, суперкарів та гоночних автомобілів, бо вона є дуже складною і дорогою. Прикладом таких автомобілів є:
- Bugatti Veyron 16.4
- Lamborghini Murciélago
- Lancia Delta S4
- Peugeot 205 T16

Зазвичай, це компонування є логічним розвитком RMR. Момент передається у звичайному стані тільки на задні колеса, але коли вони не можуть повністю утилізувати його і починають буксувати, то частина моменту перенаправляється на передню вісь.

### R4
Двигун ззаду, повний привод, R4 (англ. Rear-engine, Four-wheel drive). Це компонування вибирають для покращення зчеплення та керування існуючих конструкцій, що використовують RR-компоновку. Фактично, використовується тільки Porsche: 959 із 1986 року, 911 Carrera 4 із 1989 року (964-а серія) та 911 Turbo із впровадженням турбованої версії 993-ї серії у 1995 року.